# Die Stücke der Windrose
Die Stücke der Windrose is een 8-delige cyclus van instrumentale muziekcomposities voor kamerensemble gecomponeerd door Mauricio Kagel (1931-2008) tussen 1988 en 1994.
Hij associeert in deze cyclus elke windrichting met de vraag wat die windrichting voor hem betekent. Het is geschreven voor Kamerorkest dat bestaat uit 5 strijkers, een piano, een harmonium ,een klarinet en slagwerk.  Hij vermijdt elke vorm van academisme. Fris, fantasievol en grappig klinken de windrichtingen. 
Mauricio Kagel was afkomstig van Argentinië, waardoor zijn visie op de windrichtingen tegengesteld was aan die van Noord-Europeanen. Hierdoor zal het deel Westen heel exotisch klinken. In Osten gebruikt hij een toonladder met typerende overmatige secunde.
Süden (geschreven op verzoek van het Holland Festival en daar in juni 1990 uitgevoerd door Reinbert de Leeuw en het Schönberg Ensemble) en Osten kwamen gereed in 1989, Südosten, Nordwesten en Nordosten in 1991, Südwesten in 1992, Westen en Norden in 1994.
In 2017 zijn er twee opnamen beschikbaar:
- Reinbert de Leeuw nam in 1993 met het Schönberg Ensemble vijf van de acht Windroosstukken op, toen nog voor het Franse label Auvidis Montaigne; later, volgden de overige drie
- Ensemble Aleph nam het in 2016 op voor Evidence Classics